# Nassau Veterans Memorial Coliseum
Nassau Veterans Memorial Coliseum (eller bare Nassau Coliseum) er en sportsarena i New York City i New York, USA, der er hjemmebane for NHL-holdet New York Islanders. Arenaen har plads til 16.234 tilskuere, og blev indviet i 1972.